# Topologías en espacios de aplicaciones lineales
En matemáticas, particularmente en análisis funcional, los espacios de aplicaciones lineales entre dos espacios vectoriales pueden estar dotados de una variedad de topologías, dando lugar a las topologías en espacios de aplicaciones lineales. El estudio del espacio de aplicaciones lineales y de estas topologías puede dar una idea de los propios espacios.
El artículo topologías de operadores analiza las topologías en espacios de aplicaciones lineales entre espacios vectoriales normados, mientras que este artículo analiza topologías en dichos espacios en el entorno más general de los espacios vectoriales topológicos (EVTs).

## Topologías de convergencia uniforme sobre espacios arbitrarios de aplicaciones
En todo momento se asume lo siguiente:
1. {\displaystyle T} es cualquier conjunto no vacío y {\displaystyle {\mathcal {G}}} es una colección no vacía de subconjuntos de {\displaystyle T} dirigido por la inclusión de subconjuntos (es decir, para cualquier {\displaystyle G,H\in {\mathcal {G}}} existe algún {\displaystyle K\in {\mathcal {G}}} tal que {\displaystyle G\cup H\subseteq K}).
2. {\displaystyle Y} es un espacio vectorial topológico (no necesariamente de Hausdorff o localmente convexo).
3. {\displaystyle {\mathcal {N}}} es una base de entornos de 0 en {\displaystyle Y.}
4. {\displaystyle F} es un subespacio vectorial de {\displaystyle Y^{T}=\prod _{t\in T}Y,}[nota 1] que denota el conjunto de todas las funciones {\displaystyle Y} con valores {\displaystyle f:T\to Y} con dominio {\displaystyle T.}

### Topología 𝒢
Los siguientes conjuntos constituirán los subconjuntos abiertos básicos de las topologías en espacios de aplicaciones lineales.
Para cualquier subconjunto {\displaystyle G\subseteq T} y {\displaystyle N\subseteq Y,} sea
{\displaystyle {\mathcal {U}}(G,N):=\{f\in F:f(G)\subseteq N\}.}
La familia
{\displaystyle \{{\mathcal {U}}(G,N):G\in {\mathcal {G}},N\in {\mathcal {N}}\}}
forma una base de entornos en el origen de una topología invariante a la traslación única en {\displaystyle F,} donde esta topología no es necesariamente una topología vectorial (es decir, es posible que no convierta a {\displaystyle F} en un EVT).
Esta topología no depende de la base de entornos {\displaystyle {\mathcal {N}}} que se eligió y se conoce como topología de convergencia uniforme en los conjuntos en {\displaystyle {\mathcal {G}}} o como topología {\displaystyle {\mathcal {G}}}.
Sin embargo, este nombre se cambia con frecuencia según los tipos de conjuntos que componen {\displaystyle {\mathcal {G}}} (por ejemplo, la "topología de convergencia uniforme en conjuntos compactos" o la "topología de convergencia compacta"; consúltese la nota al pie para obtener más detalles).
Se dice que un subconjunto {\displaystyle {\mathcal {G}}_{1}} de {\displaystyle {\mathcal {G}}} es fundamental con respecto a {\displaystyle {\mathcal {G}}} si cada {\displaystyle G\in {\mathcal {G}}} es un subconjunto de algún elemento en {\displaystyle {\mathcal {G}}_{1}.}
En este caso, la colección {\displaystyle {\mathcal {G}}} se puede reemplazar por {\displaystyle {\mathcal {G}}_{1}} sin cambiar la topología en {\displaystyle F.}.
También se puede reemplazar {\displaystyle {\mathcal {G}}} con la colección de todos los subconjuntos de todas las uniones finitas de elementos de {\displaystyle {\mathcal {G}}} sin cambiar la topología {\displaystyle {\mathcal {G}}} resultante en {\displaystyle F.}.
Un subconjunto {\displaystyle B} de {\displaystyle T} se denomina {\displaystyle F}-acotado si {\displaystyle f(B)} es un subconjunto acotado de {\displaystyle Y} para cada {\displaystyle f\in F.}
| Teorema La topología {\displaystyle {\mathcal {G}}} en {\displaystyle F} es compatible con la estructura del espacio vectorial de {\displaystyle F} si y solo si cada {\displaystyle G\in {\mathcal {G}}} está acotado por {\displaystyle F}; es decir, si y solo si para cada {\displaystyle G\in {\mathcal {G}}} y cada {\displaystyle f\in F,} {\displaystyle f(G)} está acotado en {\displaystyle Y.} |

Propiedades
A continuación se describen las propiedades de los conjuntos abiertos básicos, así que supóngase que {\displaystyle G\in {\mathcal {G}}} y {\displaystyle N\in {\mathcal {N}}.}
Entonces, {\displaystyle {\mathcal {U}}(G,N)} es un subconjunto absorbente de {\displaystyle F} si y solo si para todo {\displaystyle f\in F,} {\displaystyle N} absorbe {\displaystyle f(G)}.
Si {\displaystyle N} es equilibrado (respectivamente, convexo), entonces también lo es {\displaystyle {\mathcal {U}}(G,N).}
La igualdad
{\displaystyle {\mathcal {U}}(\varnothing ,N)=F}
siempre se mantiene.
Si {\displaystyle s} es un escalar, entonces {\displaystyle s{\mathcal {U}}(G,N)={\mathcal {U}}(G,sN),} de modo que en particular, {\displaystyle -{\mathcal {U}}(G,N)={\mathcal {U}}(G,-N).}
Además,
{\displaystyle {\mathcal {U}}(G,N)-{\mathcal {U}}(G,N)\subseteq {\mathcal {U}}(G,N-N)}
y de manera similar
{\displaystyle {\mathcal {U}}(G,M)+{\mathcal {U}}(G,N)\subseteq {\mathcal {U}}(G,M+N).}
Para cualquier subconjunto {\displaystyle G,H\subseteq X} y cualquier subconjunto no vacío {\displaystyle M,N\subseteq Y,}
{\displaystyle {\mathcal {U}}(G\cup H,M\cap N)\subseteq {\mathcal {U}}(G,M)\cap {\mathcal {U}}(H,N)}
lo que implica que:
- si {\displaystyle M\subseteq N} entonces {\displaystyle {\mathcal {U}}(G,M)\subseteq {\mathcal {U}}(G,N).}[6]
- si {\displaystyle G\subseteq H} entonces {\displaystyle {\mathcal {U}}(H,N)\subseteq {\mathcal {U}}(G,N).}
- Para cualquier {\displaystyle M,N\in {\mathcal {N}}} y subconjuntos {\displaystyle G,H,K} de {\displaystyle T,} si {\displaystyle G\cup H\subseteq K} entonces :{\displaystyle {\mathcal {U}}(K,M\cap N)\subseteq {\mathcal {U}}(G,M)\cap {\mathcal {U}}(H,N).}

Para cualquier familia {\displaystyle {\mathcal {S}}} de subconjuntos de {\displaystyle T} y cualquier familia {\displaystyle {\mathcal {M}}} de entornoos del origen en {\displaystyle Y,}
{\displaystyle {\mathcal {U}}\left(\bigcup _{S\in {\mathcal {S}}}S,N\right)=\bigcap _{S\in {\mathcal {S}}}{\mathcal {U}}(S,N)\qquad {\text{ y }}\qquad {\mathcal {U}}\left(G,\bigcap _{M\in {\mathcal {M}}}M\right)=\bigcap _{M\in {\mathcal {M}}}{\mathcal {U}}(G,M).}

### Estructura uniforme
Para cualquier {\displaystyle G\subseteq T} y {\displaystyle U\subseteq Y\times Y}, sea cualquier acompañamiento de {\displaystyle Y} (donde {\displaystyle Y} está dotado de su uniformidad canónica), sea
{\displaystyle {\mathcal {W}}(G,U)~:=~\left\{(u,v)\in Y^{T}\times Y^{T}~:~(u(g),v(g))\in U\;{\text{ para todo }}g\in G\right\}.}
Dado {\displaystyle G\subseteq T,} la familia de todos los conjuntos {\displaystyle {\mathcal {W}}(G,U)}, ya que {\displaystyle U} abarca cualquier sistema fundamental de acompañamientos de {\displaystyle Y}, forma un sistema fundamental de acompañamientos para una estructura uniforme en {\displaystyle Y^{T}} denominada uniformidad de la convergencia uniforme en {\displaystyle G}, o simplemente estructura uniforme de convergencia de {\displaystyle G}.
La estructura uniforme de convergencia {\displaystyle {\mathcal {G}}} es el límite superior mínimo de todas las estructuras uniformes de convergencia {\displaystyle G,} ya que {\displaystyle G\in {\mathcal {G}}} abarca {\displaystyle {\mathcal {G}}.}
Redes y convergencia uniforme
Sea {\displaystyle f\in F} y {\displaystyle f_{\bullet }=\left(f_{i}\right)_{i\in I}} sea una red en {\displaystyle F.} Entonces, para cualquier subconjunto {\displaystyle G} de {\displaystyle T,} se dice que {\displaystyle f_{\bullet }} convege uniformemente a {\displaystyle f} en {\displaystyle G} si para cada {\displaystyle N\in {\mathcal {N}}} existe algún {\displaystyle i_{0}\in I} tal que para cada {\displaystyle i\in I} que satisfaga {\displaystyle i\geq i_{0},I} {\displaystyle f_{i}-f\in {\mathcal {U}}(G,N)} (o equivalentemente, {\displaystyle f_{i}(g)-f(g)\in N} para cada {\displaystyle g\in G}).
| Teorema Si {\displaystyle f\in F} y si {\displaystyle f_{\bullet }=\left(f_{i}\right)_{i\in I}} es una red en {\displaystyle F,}, entonces {\displaystyle f_{\bullet }\to f} en la topología {\displaystyle {\mathcal {G}}} en {\displaystyle F} si y solo si para cada {\displaystyle G\in {\mathcal {G}},} {\displaystyle f_{\bullet }} converge uniformemente a {\displaystyle f} en {\displaystyle G.} |

### Propiedades heredadas
Convexidad local
Si {\displaystyle Y} es un espacio localmente convexo, entonces también lo es la topología {\displaystyle {\mathcal {G}}} en {\displaystyle F}, y si {\displaystyle \left(p_{i}\right)_{i\in I}} es una familia de seminormas continuas que generan esta topología en {\displaystyle Y}, entonces la topología {\displaystyle {\mathcal {G}}} es inducida por la siguiente familia de seminormas:
{\displaystyle p_{G,i}(f):=\sup _{x\in G}p_{i}(f(x)),}
ya que {\displaystyle G} varía con respecto a {\displaystyle {\mathcal {G}}} y {\displaystyle i} varía con respecto a {\displaystyle I}.
Hausdorffsidad
Si {\displaystyle Y} es un espacio de Hausdorff y {\displaystyle T=\bigcup _{G\in {\mathcal {G}}}G}, entonces la topología {\displaystyle {\mathcal {G}}} en {\displaystyle F} es de Hausdorff.
Supóngase que {\displaystyle T} es un espacio topológico.
Si {\displaystyle Y} es de Hausdorff y {\displaystyle F} es el subespacio vectorial de {\displaystyle Y^{T}} que consta de todas las aplicaciones continuas que están acotadas en cada {\displaystyle G\in {\mathcal {G}}} y si {\displaystyle \bigcup _{G\in {\mathcal {G}}}G} es denso en {\displaystyle T}, entonces la topología {\displaystyle {\mathcal {G}}} en {\displaystyle F} es de Hausdorff.
Acotación
Un subconjunto {\displaystyle H} de {\displaystyle F} es acotado en la topología {\displaystyle {\mathcal {G}}} si y solo si para cada {\displaystyle G\in {\mathcal {G}},} {\displaystyle H(G)=\bigcup _{h\in H}h(G)} está acotado en {\displaystyle Y.}

### Ejemplos de topologías 𝒢
Convergencia puntual
Si se considera que {\displaystyle {\mathcal {G}}} sea el conjunto de todos los subconjuntos finitos de {\displaystyle T}, entonces la topología {\displaystyle {\mathcal {G}}} en {\displaystyle F} es llamada topología de la convergencia puntual.
La topología de convergencia puntual en {\displaystyle F} es idéntica a la topología subespacial que {\displaystyle F} hereda de {\displaystyle Y^{T}} cuando {\displaystyle Y^{T}} está dotado de la topología producto habitual.
Si {\displaystyle X} es un espacio topológico de Hausdorff completamente regular no trivial y {\displaystyle C(X)} es el espacio de todas las funciones continuas con valores reales (o complejos) en {\displaystyle X,} la topología de la convergencia puntual en {\displaystyle C(X)} es metrizable si y solo si {\displaystyle X} es numerable.

## Topologías 𝒢 en espacios de aplicaciones lineales continuas
En esta sección se asume que {\displaystyle X} e {\displaystyle Y} son espacios vectoriales topológicos (EVTs).
{\displaystyle {\mathcal {G}}} será una colección no vacía de subconjuntos de {\displaystyle X} dirigido por inclusión.
{\displaystyle L(X;Y)} denotará el espacio vectorial de todas las aplicaciones lineales continuas desde {\displaystyle X} a {\displaystyle Y.} Si a {\displaystyle L(X;Y)} se le da la topología {\displaystyle {\mathcal {G}}} heredada de {\displaystyle Y^{X}}, entonces este espacio con esta topología se denota por {\displaystyle L_{\mathcal {G}}(X;Y)}.
El espacio dual continuo de un espacio vectorial topológico {\displaystyle X} sobre el campo {\displaystyle \mathbb {F} } (que se supondrá que es real o complejo) es el espacio vectorial {\displaystyle L(X;\mathbb {F} )} y se denota por {\displaystyle X^{\prime }}.
La topología {\displaystyle {\mathcal {G}}} en {\displaystyle L(X;Y)} es compatible con la estructura del espacio vectorial de {\displaystyle L(X;Y)} si y solo si para todo {\displaystyle G\in {\mathcal {G}}} y todo {\displaystyle f\in L(X;Y)} el conjunto {\displaystyle f(G)} está acotado en {\displaystyle Y,} lo cual asumiremos que es el caso durante el resto del artículo.
Téngase en cuenta en particular que este es el caso si {\displaystyle {\mathcal {G}}} consta de subconjuntos acotados (de von-Neumann) de {\displaystyle X.}

### Supuestos sobre 𝒢
Supuestos que garantizan una topología vectorial
- ({\displaystyle {\mathcal {G}}} está dirigido): {\displaystyle {\mathcal {G}}} será una colección no vacía de subconjuntos de {\displaystyle X} dirigido por inclusión (subconjunto). Es decir, para cualquier {\displaystyle G,H\in {\mathcal {G}},} existe {\displaystyle K\in {\mathcal {G}}} tal que {\displaystyle G\cup H\subseteq K}.

La suposición anterior garantiza que la colección de conjuntos {\displaystyle {\mathcal {U}}(G,N)} forma una base de filtros.
La siguiente suposición garantizará que los conjuntos {\displaystyle {\mathcal {U}}(G,N)} sean equilibrados.
Cada EVT tiene una base de entornos en 0 que consta de conjuntos equilibrados, por lo que esta suposición no es complicada.
- ({\displaystyle N\in {\mathcal {N}}} están equilibrados): {\displaystyle {\mathcal {N}}} es una base de entornos del origen en {\displaystyle Y} que consta enteramente de conjuntos equilibrados.

La siguiente suposición se hace muy comúnmente porque garantizará que cada conjunto {\displaystyle {\mathcal {U}}(G,N)} sea absorbente en {\displaystyle L(X;Y).}
- ({\displaystyle G\in {\mathcal {G}}} están acotados): se supone que {\displaystyle {\mathcal {G}}} consiste enteramente en subconjuntos acotados de {\displaystyle X.}

El siguiente teorema muestra formas en las que {\displaystyle {\mathcal {G}}} se puede modificar sin cambiar la topología {\displaystyle {\mathcal {G}}} resultante en {\displaystyle Y.}
| Teorema Sea {\displaystyle {\mathcal {G}}} una colección no vacía de subconjuntos acotados de {\displaystyle X.} Entonces, la topología {\displaystyle {\mathcal {G}}} en {\displaystyle L(X;Y)} no se altera si {\displaystyle {\mathcal {G}}} se reemplaza por cualquiera de las siguientes colecciones de subconjuntos (también acotados) de {\displaystyle X}: 1. Todos los subconjuntos de todas las uniones finitas de conjuntos en {\displaystyle {\mathcal {G}}}. 2. Todos los múltiplos escalares de todos los conjuntos en {\displaystyle {\mathcal {G}}}. 3. Todas las sumas de Minkowski finitas de conjuntos en {\displaystyle {\mathcal {G}}}. 4. La envolvente equilibrada de cada conjunto en {\displaystyle {\mathcal {G}}}. 5. El cierre de cada conjunto en {\displaystyle {\mathcal {G}}}. y si {\displaystyle X} e {\displaystyle Y} son localmente convexos, entonces se puede agregar a esta lista: 1. La envolvente equilibrada convexa cerrada de cada conjunto en {\displaystyle {\mathcal {G}}.} |

Suposiciones comunes
Algunos autores (por ejemplo, Narici) requieren que {\displaystyle {\mathcal {G}}} cumpla la siguiente condición, lo que implica, en particular, que {\displaystyle {\mathcal {G}}} es un conjunto dirigido por inclusión de subconjuntos. {\displaystyle {\mathcal {G}}} se supone cerrado con respecto a la formación de subconjuntos de uniones finitas de conjuntos en {\displaystyle {\mathcal {G}}} (es decir, cada subconjunto de cada unión finita de conjuntos en {\displaystyle {\mathcal {G}}} pertenece a {\displaystyle {\mathcal {G}}}).
Algunos autores (por ejemplo, Trèves) requieren que {\displaystyle {\mathcal {G}}} esté dirigido bajo la inclusión de subconjuntos y que cumpla la siguiente condición:
Si {\displaystyle G\in {\mathcal {G}}} y {\displaystyle s} son escalares, entonces existe un {\displaystyle H\in {\mathcal {G}}} tal que {\displaystyle sG\subseteq H.}
Si {\displaystyle {\mathcal {G}}} es una bornología en {\displaystyle X,} como suele ser el caso, entonces se cumplen estos axiomas.
Si {\displaystyle {\mathcal {G}}} es una familia saturada de subconjuntos acotados de {\displaystyle X}, entonces estos axiomas también se satisfacen.

### Propiedades
Hausdorffsidad
Un subconjunto de un EVT {\displaystyle X} cuyo sistema generador es un subconjunto denso de {\displaystyle X} se dice que es un subconjunto total de {\displaystyle X.}
Si {\displaystyle {\mathcal {G}}} es una familia de subconjuntos de un EVT {\displaystyle T}, entonces se dice que {\displaystyle {\mathcal {G}}} es total en {\displaystyle T} si el sistema generador de {\displaystyle \bigcup _{G\in {\mathcal {G}}}G} es denso en {\displaystyle T.}.
Si {\displaystyle F} es el subespacio vectorial de {\displaystyle Y^{T}} que consta de todas las aplicaciones lineales continuas que están acotadas en cada {\displaystyle G\in {\mathcal {G}},} entonces la topología {\displaystyle {\mathcal {G}}} en {\displaystyle F} es de Hausdorff si {\displaystyle Y} es de Hausdorff y {\displaystyle {\mathcal {G}}} es total en {\displaystyle T.}
Completitud
Para los siguientes teoremas, supóngase que {\displaystyle X} es un espacio vectorial topológico e {\displaystyle Y} es un espacio localmente convexo de Hausdorff y {\displaystyle {\mathcal {G}}} es una colección de subconjuntos acotados de {\displaystyle X} que recubre {\displaystyle X,} está dirigido por inclusión de subconjuntos y satisface la siguiente condición: si {\displaystyle G\in {\mathcal {G}}} y {\displaystyle s} son escalares, entonces existe un {\displaystyle H\in {\mathcal {G}}} tal que {\displaystyle sG\subseteq H.}
- {\displaystyle L_{\mathcal {G}}(X;Y)} es complete si
  1. {\displaystyle X} es localmente convexo y de Hausdorff
  2. {\displaystyle Y} es completo, y
  3. cuando {\displaystyle u:X\to Y} es una aplicación lineal, entonces {\displaystyle u} restringido a cada conjunto {\displaystyle G\in {\mathcal {G}}} es continuo implica que {\displaystyle u} es continuo,
- Si {\displaystyle X} es un espacio de Mackey, entonces {\displaystyle L_{\mathcal {G}}(X;Y)} está completo si y solo si tanto {\displaystyle X_{\mathcal {G}}^{\prime }} como {\displaystyle Y} son completos.
- Si {\displaystyle X} es barrilado, entonces {\displaystyle L_{\mathcal {G}}(X;Y)} es de Hausdorff y cuasi completo.
- Sean {\displaystyle X} e {\displaystyle Y} dos EVTs con {\displaystyle Y} cuasi completo y supóngase que (1) {\displaystyle X} es barrilado, o bien (2) {\displaystyle X} es un espacio de Baire y {\displaystyle X} e {\displaystyle Y} son localmente convexos. Si {\displaystyle {\mathcal {G}}} recubre {\displaystyle X}, entonces cada subconjunto equicontinuo cerrado de {\displaystyle L(X;Y)} está completo en {\displaystyle L_{\mathcal {G}}(X;Y)} y {\displaystyle L_{\mathcal {G}}(X;Y)} es cuasi completo.[11]
- Sea {\displaystyle X} un espacio bornológico, {\displaystyle Y} un espacio localmente convexo y {\displaystyle {\mathcal {G}}} una familia de subconjuntos acotados de {\displaystyle X} tal que el rango de cada secuencia nula en {\displaystyle X} esté contenido en algún {\displaystyle G\in {\mathcal {G}}.} Si {\displaystyle Y} es cuasi completo (respectivamente, completo), entonces también lo es {\displaystyle L_{\mathcal {G}}(X;Y)}.[12]

Acotado
Sean {\displaystyle X} e {\displaystyle Y} espacios vectoriales topológicos y {\displaystyle H} un subconjunto de {\displaystyle L(X;Y).}
Entonces las siguientes expresiones son equivalentes:
1. {\displaystyle H} está acotado en {\displaystyle L_{\mathcal {G}}(X;Y)}.
2. Por cada {\displaystyle G\in {\mathcal {G}},} {\displaystyle H(G):=\bigcup _{h\in H}h(G)} está acotado en {\displaystyle Y}.[8]
3. Por cada entorno {\displaystyle V} del origen en {\displaystyle Y,} el conjunto {\displaystyle \bigcap _{h\in H}h^{-1}(V)} absorbe cada {\displaystyle G\in {\mathcal {G}}.}

Si {\displaystyle {\mathcal {G}}} es un colectivo de subconjuntos acotados de {\displaystyle X} cuya unión es total en {\displaystyle X}, entonces cada subconjunto equicontinuo de {\displaystyle L(X;Y)} está acotado en la topología {\displaystyle {\mathcal {G}}}.
Además, si {\displaystyle X} e {\displaystyle Y} son espacios de Hausdorff localmente convexos, entonces
- Si {\displaystyle H} está acotado en {\displaystyle L_{\sigma }(X;Y)} (es decir, acotado puntualmente o simplemente acotado), entonces está acotado en la topología de convergencia uniforme en los subconjuntos completos, acotados, equilibrados y convexos de {\displaystyle X.}[13]
- Si {\displaystyle X} es cuasi completo (lo que significa que los subconjuntos cerrados y acotados están completos), entonces los subconjuntos acotados de {\displaystyle L(X;Y)} son idénticos para todas las topologías {\displaystyle {\mathcal {G}}} donde {\displaystyle {\mathcal {G}}} es cualquier familia de subconjuntos acotados de {\displaystyle X} que recubren {\displaystyle X.}[13]

### Ejemplos
| {\displaystyle {\mathcal {G}}\subseteq \wp (X)} ("topología de convergencia uniforme sobre...") | Notación                         | Nombre ("topología de...")    | Nombre alternativo               |
| ----------------------------------------------------------------------------------------------- | -------------------------------- | ----------------------------- | -------------------------------- |
| Subconjuntos finitos de {\displaystyle X}                                                       | {\displaystyle L_{\sigma }(X;Y)} | Convergencia puntual/simple   | Topología de convergencia simple |
| Subconjuntos precompactos de {\displaystyle X}                                                  |                                  | Convergencia precompacta      |                                  |
| Subconjuntos convexos compactos de {\displaystyle X}                                            | {\displaystyle L_{\gamma }(X;Y)} | Convergencia convexa compacta |                                  |
| Subconjuntos compactos de{\displaystyle X}                                                      | {\displaystyle L_{c}(X;Y)}       | Convergencia compacta         |                                  |
| Subconjuntos acotados de {\displaystyle X}                                                      | {\displaystyle L_{b}(X;Y)}       | Convergencia acotada          | Topología fuerte                 |

#### Topología de la convergencia puntual
Al permitir que {\displaystyle {\mathcal {G}}} sea el conjunto de todos los subconjuntos finitos de {\displaystyle X,} {\displaystyle L(X;Y)} tendrá la topología débil en {\displaystyle L(X;Y)} o la topología de convergencia puntual o la topología de convergencia simple y {\displaystyle L(X;Y)} con esta topología se refiere como {\displaystyle L_{\sigma }(X;Y)}.
Desafortunadamente, esta topología a veces también se denomina topología de operador fuerte, lo que puede generar ambigüedad; por esta razón, este artículo evitará hacer referencia a esta topología con este nombre.
Un subconjunto de {\displaystyle L(X;Y)} se denomina simplemente acotado o débilmente acotado si está acotado en {\displaystyle L_{\sigma }(X;Y)}.
La topología débil en {\displaystyle L(X;Y)} tiene las siguientes propiedades:
- Si {\displaystyle X} es separable (es decir, tiene un subconjunto denso numerable) y si {\displaystyle Y} es un espacio vectorial topológico metrizable, entonces cada subconjunto equicontinuo {\displaystyle H} de {\displaystyle L_{\sigma }(X;Y)} es metrizable; si además {\displaystyle Y} es separable, entonces {\displaystyle H} también lo es.[14]
  - Entonces, en particular, en cada subconjunto equicontinuo de {\displaystyle L(X;Y),} la topología de la convergencia puntual es metrizable.
- Sea {\displaystyle Y^{X}} el espacio de todas las funciones desde {\displaystyle X} hasta {\displaystyle Y.} Si a {\displaystyle L(X;Y)} se le da la topología de convergencia puntual, entonces el espacio de todas las aplicaciones lineales (continuas o no) de {\displaystyle X} a {\displaystyle Y} se cierra en {\displaystyle Y^{X}}.
  - Además, {\displaystyle L(X;Y)} es denso en el espacio de todas las aplicaciones lineales (continuas o no) {\displaystyle X} en {\displaystyle Y.}
- Supóngase que {\displaystyle X} e {\displaystyle Y} son localmente convexos. Cualquier subconjunto simplemente acotado de {\displaystyle L(X;Y)} está acotado cuando {\displaystyle L(X;Y)} tiene la topología de convergencia uniforme en subconjuntos convexos, equilibrados, acotados y completos de {\displaystyle X.} Si además, {\displaystyle X} es cuasi completo, entonces las familias de subconjuntos acotados de {\displaystyle L(X;Y)} son idénticas para todas las topologías de {\displaystyle {\mathcal {G}}} en {\displaystyle L(X;Y)}, tal que {\displaystyle {\mathcal {G}}} es una familia de conjuntos acotados que recubren {\displaystyle X.}[13]

Subconjuntos equicontinuos
- El cierre débil de un subconjunto equicontinuo de {\displaystyle L(X;Y)} es equicontinuo.
- Si {\displaystyle Y} es localmente convexo, entonces la envolvente equilibrada convexa de un subconjunto equicontinuo de {\displaystyle L(X;Y)} es equicontinua.
- Sean {\displaystyle X} e {\displaystyle Y} dos EVTs y supóngase que (1) {\displaystyle X} es barrilado, o bien (2) {\displaystyle X} es un espacio de Baire y {\displaystyle X} e {\displaystyle Y} son localmente convexos. Entonces, todo subconjunto simplemente acotado de {\displaystyle L(X;Y)} es equicontinuo.[11]
- En un subconjunto equicontinuo {\displaystyle H} de {\displaystyle L(X;Y),} las siguientes topologías son idénticas: (1) topología de convergencia puntual en un subconjunto total de {\displaystyle X}; (2) la topología de la convergencia puntual; (3) la topología de la convergencia precompacta.[11]

#### Convergencia compacta
Al permitir que {\displaystyle {\mathcal {G}}} sea el conjunto de todos los subconjuntos compactos de {\displaystyle X,} {\displaystyle L(X;Y)} tendrá la topología de convergencia compacta o la topología de convergencia uniforme en conjuntos compactos y {\displaystyle L(X;Y)} con esta topología se denota por {\displaystyle L_{c}(X;Y).}
La topología de convergencia compacta en {\displaystyle L(X;Y)} tiene las siguientes propiedades:
- Si {\displaystyle X} es un espacio de Fréchet o un espacio de LF y si {\displaystyle Y} es un espacio de Hausdorff localmente convexo completo, entonces {\displaystyle L_{c}(X;Y)} está completo.
- En subconjuntos equicontinuos de {\displaystyle L(X;Y),} coinciden las siguientes topologías:
  - La topología de la convergencia puntual en un subconjunto denso de {\displaystyle X.}
  - La topología de la convergencia puntual en {\displaystyle X.}
  - La topología de la convergencia compacta.
  - La topología de la convergencia precompacta.
- Si {\displaystyle X} es un espacio de Montel e {\displaystyle Y} es un espacio vectorial topológico, entonces {\displaystyle L_{c}(X;Y)} y {\displaystyle L_{b}(X;Y)} tienen topologías idénticas.

#### Topología de convergencia acotada
Al permitir que {\displaystyle {\mathcal {G}}} sea el conjunto de todos los subconjuntos acotados de {\displaystyle X,} {\displaystyle L(X;Y)} tendrá la topología de convergencia acotada en {\displaystyle X} o la topología de convergencia uniforme en conjuntos acotados y {\displaystyle L(X;Y)} con esta topología se denota por {\displaystyle L_{b}(X;Y)}.
La topología de convergencia limitada en {\displaystyle L(X;Y)} tiene las siguientes propiedades:
- Si {\displaystyle X} es un espacio bornológico y si {\displaystyle Y} es un espacio de Hausdorff localmente convexo completo, entonces {\displaystyle L_{b}(X;Y)} está completo.
- Si {\displaystyle X} e {\displaystyle Y} son espacios normados, entonces la topología en {\displaystyle L(X;Y)} inducida por la norma del operador habitual es idéntica a la topología en {\displaystyle L_{b}(X;Y)}.[6]
  - En particular, si {\displaystyle X} es un espacio normado, entonces la topología normal habitual en el espacio dual continuo {\displaystyle X^{\prime }} es idéntica a la topología de convergencia acotada en {\displaystyle X^{\prime }}.
- Todo subconjunto equicontinuo de {\displaystyle L(X;Y)} está acotado en {\displaystyle L_{b}(X;Y)}.

## Topologías polares
En todo momento, se asume que {\displaystyle X} es un EVT.

### Topologías 𝒢 frente a topologías polares
Si {\displaystyle X} es un EVT cuyos subconjuntos acotados son exactamente iguales que sus subconjuntos débilmente acotados (por ejemplo, si {\displaystyle X} es un espacio localmente convexo de Hausdorff), entonces una topología {\displaystyle {\mathcal {G}}}) en {\displaystyle X^{\prime }} (como se define en este artículo) es una topología polar y, a la inversa, cada topología polar es una topología {\displaystyle {\mathcal {G}}}. En consecuencia, en este caso los resultados mencionados en este artículo se pueden aplicar a topologías polares.
Sin embargo, si {\displaystyle X} es un EVT cuyos subconjuntos acotados no son exactamente iguales a sus subconjuntos débilmente acotados, entonces la noción de "acotado en {\displaystyle X}" es más fuerte que la noción de "{\displaystyle \sigma \left(X,X^{\prime }\right)}-acotado en {\displaystyle X}" (es decir, acotado en {\displaystyle X} implica que {\displaystyle \sigma \left(X,X^{\prime }\right)} es acotado en {\displaystyle X}) de modo que una topología {\displaystyle {\mathcal {G}}} en {\displaystyle X^{\prime }} (como se define en este artículo), no es necesariamente una topología polar.
Una diferencia importante es que las topologías polares siempre son localmente convexas, mientras que las topologías {\displaystyle {\mathcal {G}}} no tienen por qué serlo.
Las topologías polares tienen resultados más sólidos que las topologías más generales de convergencia uniforme descritas en este artículo, por lo que se remite a la lectura del artículo principal, topología polar.
Aquí se enumeran algunas de las topologías polares más comunes.

### Lista de topologías polares
Supóngase que {\displaystyle X} es un EVT cuyos subconjuntos acotados son los mismos que sus subconjuntos débilmente acotados.
Notación: Si {\displaystyle \Delta (Y,X)} denota una topología polar en {\displaystyle Y}, entonces {\displaystyle Y} dotado con esta topología se denotará por {\displaystyle Y_{\Delta (Y,X)}} o simplemente por {\displaystyle Y_{\Delta }} (por ejemplo, para {\displaystyle \sigma (Y,X)} se tendría que {\displaystyle \Delta =\sigma }, de modo que {\displaystyle Y_{\sigma (Y,X)}} e {\displaystyle Y_{\sigma }} denoten todos {\displaystyle Y} dotados con {\displaystyle \sigma (Y,X)}).
| >{\displaystyle {\mathcal {G}}\subseteq \wp (X)} ("topología de convergencia uniforme sobre...")                         | Notación                                            | Nombre ("topología de...")    | Nombre alternativo     |
| --- | --------------------------------------------------- | ----------------------------- | ---------------------- |
| Subconjuntos finitos de {\displaystyle X}                                                                                | {\displaystyle \sigma (Y,X)} {\displaystyle s(Y,X)} | Convergencia puntual/simple   | Topología débil/*débil |
| Discos {\displaystyle \sigma (X,Y)}-compactos                                                                            | {\displaystyle \tau (Y,X)}                          |                               | Topología de Mackey    |
| Subconjuntos convexos {\displaystyle \sigma (X,Y)}-compactos                                                             | {\displaystyle \gamma (Y,X)}                        | Convergencia convexa compacta |                        |
| Subconjuntos {\displaystyle \sigma (X,Y)}-compactos (o subconjuntos equilibrados {\displaystyle \sigma (X,Y)}-compactos) | {\displaystyle c(Y,X)}                              | Convergencia compacta         |                        |
| Subconjuntos {\displaystyle \sigma (X,Y)}-acotados                                                                       | {\displaystyle b(Y,X)} {\displaystyle \beta (Y,X)}  | Convergencia acotada          | Topología fuerte       |

## Topologías 𝒢-ℋ en espacios de aplicaciones bilineales
Se tiene que {\displaystyle {\mathcal {B}}(X,Y;Z)} denota el espacio de aplicaciones bilineales continuas por separado y {\displaystyle B(X,Y;Z)} denota el espacio de aplicaciones bilineales continuas, donde {\displaystyle X,Y,} y {\displaystyle Z} son espacios vectoriales topológicos sobre el mismo cuerpo (ya sean números reales o complejos).
De manera análoga a cómo se aplica una topología en {\displaystyle L(X;Y)}, se puede aplicar una topología en {\displaystyle {\mathcal {B}}(X,Y;Z)} y {\displaystyle B(X,Y;Z)}.
Sea {\displaystyle {\mathcal {G}}} (respectivamente, {\displaystyle {\mathcal {H}}}) una familia de subconjuntos de {\displaystyle X} (respectivamente, {\displaystyle Y}) que contienen al menos un conjunto no vacío.
Sea {\displaystyle {\mathcal {G}}\times {\mathcal {H}}} la colección de todos los conjuntos {\displaystyle G\times H} donde {\displaystyle G\in {\mathcal {G}},} {\displaystyle H\in {\mathcal {H}}.}
Se puede aplicar en {\displaystyle Z^{X\times Y}} la topología {\displaystyle {\mathcal {G}}\times {\mathcal {H}}} y, en consecuencia, en cualquiera de sus subconjuntos, en particular en {\displaystyle B(X,Y;Z)} y en {\displaystyle {\mathcal {B}}(X,Y;Z)}.
Esta topología se conoce como topología {\displaystyle {\mathcal {G}}-{\mathcal {H}}} o como topología de convergencia uniforme en los productos {\displaystyle G\times H} de {\displaystyle {\mathcal {G}}\times {\mathcal {H}}}.
Sin embargo, como antes, esta topología no es necesariamente compatible con la estructura del espacio vectorial de {\displaystyle {\mathcal {B}}(X,Y;Z)} o de {\displaystyle B(X,Y;Z)} sin el requisito adicional de que para todas las aplicaciones bilineales, {\displaystyle b} en este espacio (es decir, en {\displaystyle {\mathcal {B}}(X,Y;Z)} o en {\displaystyle B(X,Y;Z)}) y para todos los {\displaystyle G\in {\mathcal {G}}} y {\displaystyle H\in {\mathcal {H}},} el conjunto {\displaystyle b(G,H)} está acotado en {\displaystyle X.}
Si tanto {\displaystyle {\mathcal {G}}} como {\displaystyle {\mathcal {H}}} constan de conjuntos acotados, entonces este requisito se cumple automáticamente si se aplica la topología {\displaystyle B(X,Y;Z)}, pero puede que este no sea el caso si se intenta aplicar la topología {\displaystyle {\mathcal {B}}(X,Y;Z)}.
La topología {\displaystyle {\mathcal {G}}-{\mathcal {H}}} en {\displaystyle {\mathcal {B}}(X,Y;Z)} será compatible con la estructura del espacio vectorial de {\displaystyle {\mathcal {B}}(X,Y;Z)} si tanto {\displaystyle {\mathcal {G}}} como {\displaystyle {\mathcal {H}}} constan de conjuntos acotados y se cumple cualquiera de las siguientes condiciones:
- {\displaystyle X} e {\displaystyle Y} son espacios barrilados y {\displaystyle Z} es localmente convexo.
- {\displaystyle X} es un espacio F, {\displaystyle Y} es metrizable y {\displaystyle Z} es de Hausdorff, en cuyo caso {\displaystyle {\mathcal {B}}(X,Y;Z)=B(X,Y;Z).}
- {\displaystyle X,Y,} y {\displaystyle Z} son los duales fuertes de los espacios reflexivos de Fréchet.
- {\displaystyle X} está normado e {\displaystyle Y} y {\displaystyle Z} son los duales fuertes de los espacios reflexivos de Fréchet.

### Topología ε
Supóngase que {\displaystyle X,Y,} y {\displaystyle Z} son espacios localmente convexos y sean {\displaystyle {\mathcal {G}}^{\prime }} y {\displaystyle {\mathcal {H}}^{\prime }} las colecciones de subconjuntos equicontinuos de {\displaystyle X^{\prime }} y {\displaystyle X^{\prime }}, respectivamente.
Entonces, la topología {\displaystyle {\mathcal {G}}^{\prime }-{\mathcal {H}}^{\prime }} en {\displaystyle {\mathcal {B}}\left(X_{b\left(X^{\prime },X\right)}^{\prime },Y_{b\left(X^{\prime },X\right)}^{\prime };Z\right)} será una topología de espacio vectorial topológico.
Esta topología se llama topología ε y {\displaystyle {\mathcal {B}}\left(X_{b\left(X^{\prime },X\right)}^{\prime },Y_{b\left(X^{\prime },X\right)};Z\right)} con esta topología se denota por {\displaystyle {\mathcal {B}}_{\epsilon }\left(X_{b\left(X^{\prime },X\right)}^{\prime },Y_{b\left(X^{\prime },X\right)}^{\prime };Z\right)} o simplemente por {\displaystyle {\mathcal {B}}_{\epsilon }\left(X_{b}^{\prime },Y_{b}^{\prime };Z\right).}
Parte de la importancia de este espacio vectorial y esta topología es que contiene muchos subespacios, como {\displaystyle {\mathcal {B}}\left(X_{\sigma \left(X^{\prime },X\right)}^{\prime },Y_{\sigma \left(X^{\prime },X\right)}^{\prime };Z\right),} que se denota por {\displaystyle {\mathcal {B}}\left(X_{\sigma }^{\prime },Y_{\sigma }^{\prime };Z\right).}
Cuando a este subespacio se le da la topología de subespacio de {\displaystyle {\mathcal {B}}_{\epsilon }\left(X_{b}^{\prime },Y_{b}^{\prime };Z\right)}, se denota por {\displaystyle {\mathcal {B}}_{\epsilon }\left(X_{\sigma }^{\prime },Y_{\sigma }^{\prime };Z\right).}
En el caso de que {\displaystyle Z} sea el campo de estos espacios vectoriales, {\displaystyle {\mathcal {B}}\left(X_{\sigma }^{\prime },Y_{\sigma }^{\prime }\right)} es un producto tensorial de {\displaystyle X} e {\displaystyle Y.}
De hecho, si {\displaystyle X} e {\displaystyle Y} son espacios de Hausdorff localmente convexos, entonces {\displaystyle {\mathcal {B}}\left(X_{\sigma }^{\prime },Y_{\sigma }^{\prime }\right)} es un espacio vectorial isomorfo a {\displaystyle L\left(X_{\sigma \left(X^{\prime },X\right)}^{\prime };Y_{\sigma (Y^{\prime },Y)}\right),} que a su vez es igual a {\displaystyle L\left(X_{\tau \left(X^{\prime },X\right)}^{\prime };Y\right).}
Estos espacios tienen las siguientes propiedades:
- Si {\displaystyle X} e {\displaystyle Y} son espacios de Hausdorff localmente convexos, entonces {\displaystyle {\mathcal {B}}_{\varepsilon }\left(X_{\sigma }^{\prime },Y_{\sigma }^{\prime }\right)} está completo si y solo si tanto {\displaystyle X} como {\displaystyle Y} están completos.
- Si {\displaystyle X} e {\displaystyle Y} están normados (respectivamente, ambos son de Banach), entonces también lo está {\displaystyle {\mathcal {B}}_{\epsilon }\left(X_{\sigma }^{\prime },Y_{\sigma }^{\prime }\right)}.